# Шмартно-в-Рожній Долині
Шмартно-в-Рожній Долині (словен. Šmartno v Rožni dolini) — поселення в общині Целє, Савинський регіон, Словенія. 
Висота над рівнем моря: 315,7 м.